# Giải đua ô tô Công thức 1 Tây Ban Nha 2025
Giải đua ô tô Công thức 1 Tây Ban Nha 2025 (tên chính thức là Formula 1 Aramco Gran Premio de España 2025) là một chặng đua Công thức 1 được tổ chức vào ngày 1 tháng 6 năm 2025 tại Trường đua Barcelona-Catalunya, Montmeló, Tây Ban Nha. Chặng đua này là chặng đua thứ 9 của Giải đua xe Công thức 1 2025.

## Bối cảnh
Giải đua ô tô Công thức 1 Tây Ban Nha 2025 được tổ chức vào cuối tuần từ 30 tháng 5 đến 1 tháng 6 tại Trường đua Barcelona-Catalunya, Montmeló, Tây Ban Nha, và đây là lần thứ 35 trường đua này tổ chức một chặng đua Công thức 1.. Giải đua ô tô Công thức 1 Tây Ban Nha 2025 là chặng đua thứ 9 của Giải đua xe Công thức 1 2025 và cũng là phiên bản thứ 55 của Giải đua ô tô Công thức 1 Tây Ban Nha.

### Bảng xếp hạng các tay đua và đội đua trước chặng đua
Bước vào chặng đua cuối tuần, Oscar Piastri dẫn đầu bảng xếp hạng các tay đua với 161 điểm, hơn 3 điểm so với người đồng đội xếp thứ 2 Lando Norris và hơn 25 điểm so với Max Verstappen, người xếp thứ 3. McLaren dẫn đầu bảng xếp hạng các đội đua với 319 điểm, cách Mercedes-Benz (147 điểm) 172 điểm và Red Bull Racing (143 điểm) 176 điểm.

### Danh sách các tay đua và đội đua
Danh sách các tay đua và đội đua cho chặng đua này không có thay đổi nào so với danh sách các tay đua và đội đua tham gia mùa giải. Yuki Tsunoda tại Red Bull Racing thay thế vị trí mà Liam Lawson từng nắm giữ trước khi Lawson bị xuống đội RB Formula One Team từ Giải đua ô tô Công thức 1 Nhật Bản và Franco Colapinto thay thế Jack Doohan từ Giải đua ô tô Công thức 1 Emilia-Romagna cho tới Giải đua ô tô Công thức 1 Áo theo chế độ luân phiên.
Trong hai lần đua thử đầu tiên, hai đội đua đã cử các tay đua chưa tham gia thi đấu trong hơn hai chặng đua Grand Prix, như yêu cầu của quy định Công thức 1:
- Ryō Hirakawa cho Đội đua Haas thay cho Esteban Ocon
- Victor Martins cho Đội đua Williams thay cho Alexander Albon, giúp anh có màn ra mắt đua thử cho Công thức 1.

### Lựa chọn hợp chất lốp
Nhà cung cấp lốp xe Pirelli mang đến các hợp chất lốp C1, C2 và C3 (ba hợp chất lốp cứng nhất trong số các hợp chất lốp), lần lượt được tiêu chuẩn hóa là cứng (hard), trung bình (medium) và mềm (soft) để các đội sử dụng trong suốt sự kiện này. 

## Buổi đua thử
Ba buổi đua thử được tổ chức tại Giải đua ô tô Công thức 1 Tây Ban Nha 2025.. Buổi đua thử đầu tiên diễn ra vào ngày 30 tháng 5 năm 2025 lúc 13:30 giờ địa phương (UTC+2). Lando Norris của McLaren đứng đầu chung cuộc trong buổi đua thử đầu tiên trước Max Verstappen của Red Bull Racing và Lewis Hamilton của Ferrari. Buổi đua thử thứ 2 diễn ra vào lúc 17:00 cùng ngày, Oscar Piastri của McLaren đứng đầu chung cuộc trong buổi đua thử thứ 2 trước George Russell của Mercedes-Benz và Max Verstappen. Buổi đua thử thứ 3 diễn ra vào ngày 31 tháng 5 năm 2025, lúc 12:30 giờ địa phương. Piastri đứng đầu chung cuộc trước Norris và Charles Leclerc của Ferrari.

## Vòng phân hạng
Vòng phân hạng diễn ra vào ngày 31 tháng 5 năm 2025 lúc 16:00 giờ địa phương (UTC+2), và sẽ xác định thứ tự các tay đua cho vòng đua chính.

### Kết quả vòng phân hạng
| 1                        | 81 | Oscar Piastri         | McLaren-Mercedes             | 1:12.551 | 1:11.998 | 1:11.546 | 1  |
| 2                        | 4  | Lando Norris          | McLaren-Mercedes             | 1:12.799 | 1:12.056 | 1:11.755 | 2  |
| 3                        | 1  | Max Verstappen        | Red Bull Racing-Honda RBPT   | 1:12.798 | 1:12.358 | 1:11.848 | 3  |
| 4                        | 63 | George Russell        | Mercedes                     | 1:12.806 | 1:12.407 | 1:11.848 | 4  |
| 5                        | 44 | Lewis Hamilton        | Ferrari                      | 1:13.058 | 1:12.447 | 1:12.045 | 5  |
| 6                        | 12 | Andrea Kimi Antonelli | Mercedes                     | 1:12.815 | 1:12.585 | 1:12.111 | 6  |
| 7                        | 16 | Charles Leclerc       | Ferrari                      | 1:13.014 | 1:12.495 | 1:12.131 | 7  |
| 8                        | 10 | Pierre Gasly          | Alpine-Renault               | 1:13.081 | 1:12.611 | 1:12.199 | 8  |
| 9                        | 6  | Isack Hadjar          | Racing Bulls-Honda RBPT      | 1:13.139 | 1:12.461 | 1:12.252 | 9  |
| 10                       | 14 | Fernando Alonso       | Aston Martin Aramco-Mercedes | 1:13.102 | 1:12.523 | 1:12.284 | 10 |
| 11                       | 23 | Alexander Albon       | Williams-Mercedes            | 1:13.044 | 1:12.641 | –        | 11 |
| 12                       | 5  | Gabriel Bortoleto     | Kick Sauber-Ferrari          | 1:13.045 | 1:12.756 | –        | 12 |
| 13                       | 30 | Liam Lawson           | Racing Bulls-Honda RBPT      | 1:13.039 | 1:12.763 | –        | 13 |
| 14                       | 18 | Lance Stroll          | Aston Martin Aramco-Mercedes | 1:13.038 | 1:13.058 | –        | 14 |
| 15                       | 87 | Oliver Bearman        | Haas-Ferrari                 | 1:13.074 | 1:13.315 | –        | 15 |
| 16                       | 27 | Nico Hülkenberg       | Kick Sauber-Ferrari          | 1:13.190 | –        | –        | 16 |
| 17                       | 31 | Esteban Ocon          | Haas-Ferrari                 | 1:13.201 | –        | –        | 17 |
| 18                       | 55 | Carlos Sainz Jr.      | Williams-Mercedes            | 1:13.203 | –        | –        | 18 |
| 19                       | 43 | Franco Colapinto      | Alpine-Renault               | 1:13.334 | –        | –        | 19 |
| 20                       | 22 | Yuki Tsunoda          | Red Bull Racing-Honda RBPT   | 1:13.385 | –        | –        | 20 |
| Thời gian 107%: 1:16.554 |    |                       |                              |          |          |          |    |

## Vòng đua chính
Vòng đua chính diễn ra vào ngày 1 tháng 6 năm 2025, lúc 15:00 giờ địa phương (UTC+2).

### Kết quả
| Vị trí                                                                                           | Số xe | Tay đua               | Đội đua                      | Vòng đua | Thời gian/Bỏ cuộc   | Vị trí xuất phát | Điểm |
| ------------------------------------------------------------------------------------------------ | ----- | --------------------- | ---------------------------- | -------- | ------------------- | ---------------- | ---- |
| 1                                                                                                | 81    | Oscar Piastri         | McLaren-Mercedes             | 66       | 1:32:57.375         | 1                | 25   |
| 2                                                                                                | 4     | Lando Norris          | McLaren-Mercedes             | 66       | +2.471              | 2                | 18   |
| 3                                                                                                | 16    | Charles Leclerc       | Ferrari                      | 66       | +10.455             | 7                | 15   |
| 4                                                                                                | 63    | George Russell        | Mercedes                     | 66       | +11.359             | 4                | 12   |
| 5                                                                                                | 27    | Nico Hülkenberg       | Kick Sauber-Ferrari          | 66       | +13.648             | 15               | 10   |
| 6                                                                                                | 44    | Lewis Hamilton        | Ferrari                      | 66       | +15.508             | 5                | 8    |
| 7                                                                                                | 6     | Isack Hadjar          | Racing Bulls-Honda RBPT      | 66       | +16.022             | 9                | 6    |
| 8                                                                                                | 10    | Pierre Gasly          | Alpine-Renault               | 66       | +17.882             | 8                | 4    |
| 9                                                                                                | 14    | Fernando Alonso       | Aston Martin Aramco-Mercedes | 66       | +21.564             | 10               | 2    |
| 10                                                                                               | 1     | Max Verstappen        | Red Bull Racing-Honda RBPT   | 66       | +21.8261            | 3                | 1    |
| 11                                                                                               | 30    | Liam Lawson           | Racing Bulls-Honda RBPT      | 66       | +25.532             | 13               |      |
| 12                                                                                               | 5     | Gabriel Bortoleto     | Kick Sauber-Ferrari          | 66       | +25.996             | 12               |      |
| 13                                                                                               | 22    | Yuki Tsunoda          | Red Bull Racing-Honda RBPT   | 66       | +28.822             | PL               |      |
| 14                                                                                               | 55    | Carlos Sainz Jr.      | Williams-Mercedes            | 66       | +29.309             | 17               |      |
| 15                                                                                               | 43    | Franco Colapinto      | Alpine-Renault               | 66       | +31.381             | 18               |      |
| 16                                                                                               | 31    | Esteban Ocon          | Haas-Ferrari                 | 66       | +32.197             | 16               |      |
| 17                                                                                               | 87    | Oliver Bearman        | Haas-Ferrari                 | 66       | +37.0652            | 14               |      |
| Bị loại                                                                                          | 12    | Andrea Kimi Antonelli | Mercedes                     | 53       | Động cơ             | 6                |      |
| Bị loại                                                                                          | 23    | Alexander Albon       | Williams-Mercedes            | 27       | Hư hỏng do va chạm  | 11               |      |
| Bỏ cuộc                                                                                          | 18    | Lance Stroll          | Aston Martin Aramco-Mercedes | 0        | Tay đua chấn thương | —3               |      |
| Vòng đua nhanh nhất: Oscar Piastri (McLaren-Mercedes) - 1:15.743 phút (vòng đua thứ 61)          |       |                       |                              |          |                     |                  |      |
| Tay đua xuất sắc nhất cuộc đua: Max Verstappen (Red Bull Racing-Honda RBPT), 19,7% số phiếu bầu. |       |                       |                              |          |                     |                  |      |

Ghi chú
- ^1  – Max Verstappen kết thúc ở vị trí thứ 5, nhưng nhận án phạt 10 giây do va chạm với George Russell.[9]
- ^2  – Oliver Bearman kết thúc ở vị trí thứ 13, nhưng nhận án phạt 10 giây do rời khỏi đường đua.[9]
- ^3  – Lance Stroll rút lui sau khi bị đau ở tay và cổ tay. Tay đua xếp sau được thêm một bậc.[10]